# Wendy’s Company
The Wendy’s Company ist eine Holdinggesellschaft der Fastfood-Kette Wendy’s. Sie hieß vormals Deisel-Wemmer Co. (1884–1929), Deisel-Wemmer-Gilbert Corporation (1929–1946), DWG Cigar Corporation (1946–1966), DWG Corporation (1966–1993), Triarc Companies, Inc. (1993–2008) und Wendy’s/Arby’s Group, Inc. (2008–2011).
Das wichtigste Tochterunternehmen, Wendy’s International, ist der Franchisegeber der Wendy’s-Restaurants. Das Unternehmen ist auch Franchisegeber von T.J. Cinnamons und die Pasta Connection, welche 243 T.J.-Cinnamons-Standorten und 6 Pasta-Connection-Standorten besitzen, und ist Minderheiteneigentümer (18,5 %) der Schnellrestaurantkette Arby’s.